# Parafia św. Mikołaja w Krapkowicach
Parafia św. Mikołaja w Krapkowicach – rzymskokatolicka parafia należąca do dekanatu Krapkowice, diecezji opolskiej, metropolii katowickiej w Polsce.

## Historia parafii
Kiedy nadawano Krapkowicom prawa miejskie (1275), wybudowano także kościół w miejscu, gdzie kiedyś istniała drewniana świątynia. Jest to przekaz pokoleniowy, nie ma na ten temat żadnego zapisu kronikarskiego. Mówi się, że przed wybudowaniem kościoła krapkowiczanie chodzili do kościoła w Otmęcie.
Kościół parafialny został poświęcony świętemu Mikołajowi. Do 1738 roku należał do dekanatu głogóweckiego. Do parafii należały wsie: Żywocice, Pietnia i Steblów. Świątynia została zbudowana w stylu późnogotyckim, obronnym, ponieważ była związana z wybudowanym zamkiem obok. Kościół był początkowo dwunawowy. Z tego okresu pochodzą kamienne sklepienia krzyżowo-żebrowe, które znajdują się w prezbiterium. Na przełomie XIV i XV wieku dokonano wielu zmian. Kaplicę Różańcową poświęconą Bogu Ojcu, NMP i Trzem Królom, później Bożemu Ciału, ufundował ją wójt Piotr Tymchin z Borzegniewu. Najprawdopodobniej fundator i jego małżonka zostali pochowani w tej kaplicy. Na zewnątrz został osadzony gargulec w kształcie wilka, stanowiący wylot rynny. Zaś płaskorzeźba, przedstawiająca postać Chrystusa, została wmurowana z okazji Tysiąclecia Chrztu Polski.
Kiedy zwiększyła się liczba parafian, zaistniała potrzeba przebudowy kościoła. W połowie XVI wieku powiększono go od strony południowej przez dobudowanie trzeciej nawy i chóru. Powiększono też prezbiterium. W północnej nawie zbudowano lożę kolatorską (wydzielone miejsce dla fundatorów i ofiarodawców) na piętrze otwartą o wnętrze świątyni z przedłużeniem na zakrystię. Przebudowę zafundował rycerz Hans von Redern, świadczy o tym jego płyta nagrobna, godło oraz nagrobek żony i prawdopodobnie matki, a także ołtarz rodziny von Redern. Na antepedium dwa aniołki trzymają zatarte już tablice oraz płaskorzeźbione herby.
16 czerwca 1722 roku w mieście wybuchł wielki pożar, który strawił także kościół oraz plebanię. Wówczas proboszczem był ks. Franciszek Major. Z jego inicjatywy i starań, a również pomocy zamożnych rodzin oraz wielu fundatorów, w ciągu 16 lat odbudowano kościół, przywracając mu całkowicie poprzedni wystrój. W 1738 roku kardynał Sinzendorf powołał dekanat krapkowicki, któremu zostały podporządkowane: Krapkowice, Otmęt, Brożec, Walce, Komorniki i Racławiczki.
Dla upiększenia kaplicy poświęconej NMP w 1882 roku wmontowano do okien dwa witraże obrazujące św. Dominika i św. Henryka. W 1896 roku kościół został odrestaurowany. Zmienione wejście, ławki i stacje drogi krzyżowej. Zlikwidowano trzy ołtarze; zakupiono ołtarz główny, fundatorem był Rudolf Halma. Część pieniędzy na zakup drogi krzyżowej podarowała Anna Cebulla. W 1901 roku umieszczono figury czterech Ewangelistów. Był to dar księżnej Frideriece von Haugwitz.
W czasie I wojny światowej miasto jak i parafia nie doznały większych szkód. W latach kulturkampfu, a szczególnie w okresie hitleryzmu, działalność kościoła była utrudniona. W czasie II wojny światowej na cele wojenne skonfiskowano dzwony. Nowe dzwony sprowadził w 1949 roku ks. Wacław Schenk, który w czasie poważnej choroby ks. proboszcza Tobiasa administrował parafią. Ks. Schenk był proboszczem tylko półtora roku. Pod koniec II wojny światowej, w czasie walk o Krapkowice, wystrzał artyleryjski zniszczył barokową kopułę wieży, którą zrekonstruowano dzięki staraniom ks. proboszcza Edgara Loch 13 września 1990 roku.
Kościół parafialny zawdzięcza bardzo wiele księdzu Pawłowi Tobiasowi.
W 1909 roku dokonano elektryzacji kościoła, w 1932 roku jego odnowy, a następnej zaraz po wojnie w 1945 roku.
Dobrym gospodarzem był również ks. Stanisław Niesporek. Przeprowadził tynkowanie kościoła, plebanii oraz zabudowań gospodarczych. Urządził kaplice poświęcone św. Marii Goretti i św. Judzie Tadeuszowi. Nadał prezbiterium nowy kształt. Wymienił drzwi kościelne. Wyłożył granitem przedsionek i frontalną część plebanii. Sprowadził witraż Matki Boskiej Różańcowej. Urządził drugą zakrystię. Wystarał się o salki parafialne i ich umeblowanie. Był wieloletnim dziekanem dekanatu krapkowickiego.
Od roku 1985 do 2015 proboszczem był ks. Edgar Loch. W czasie jego duszpasterzowania przeprowadzono wiele prac konserwatorskich oraz architektonicznych. Zmieniono malaturę wewnętrzną kościoła. Salki katechetyczne zostały przebudowane. Zrekonstruowano kopułę. Zmieniono pokrycie dachu. Tynki kościoła, plebanii oraz salek katechetycznych zostały odnowione. Zgazyfikowano kościół i plebanię. Ławki zostały wymienione. Położono kostkę granitową wokół świątyni.
Od 1 lipca 2015 roku funkcję proboszcza pełni ks. Krzysztof Pustelak.

## Galeria

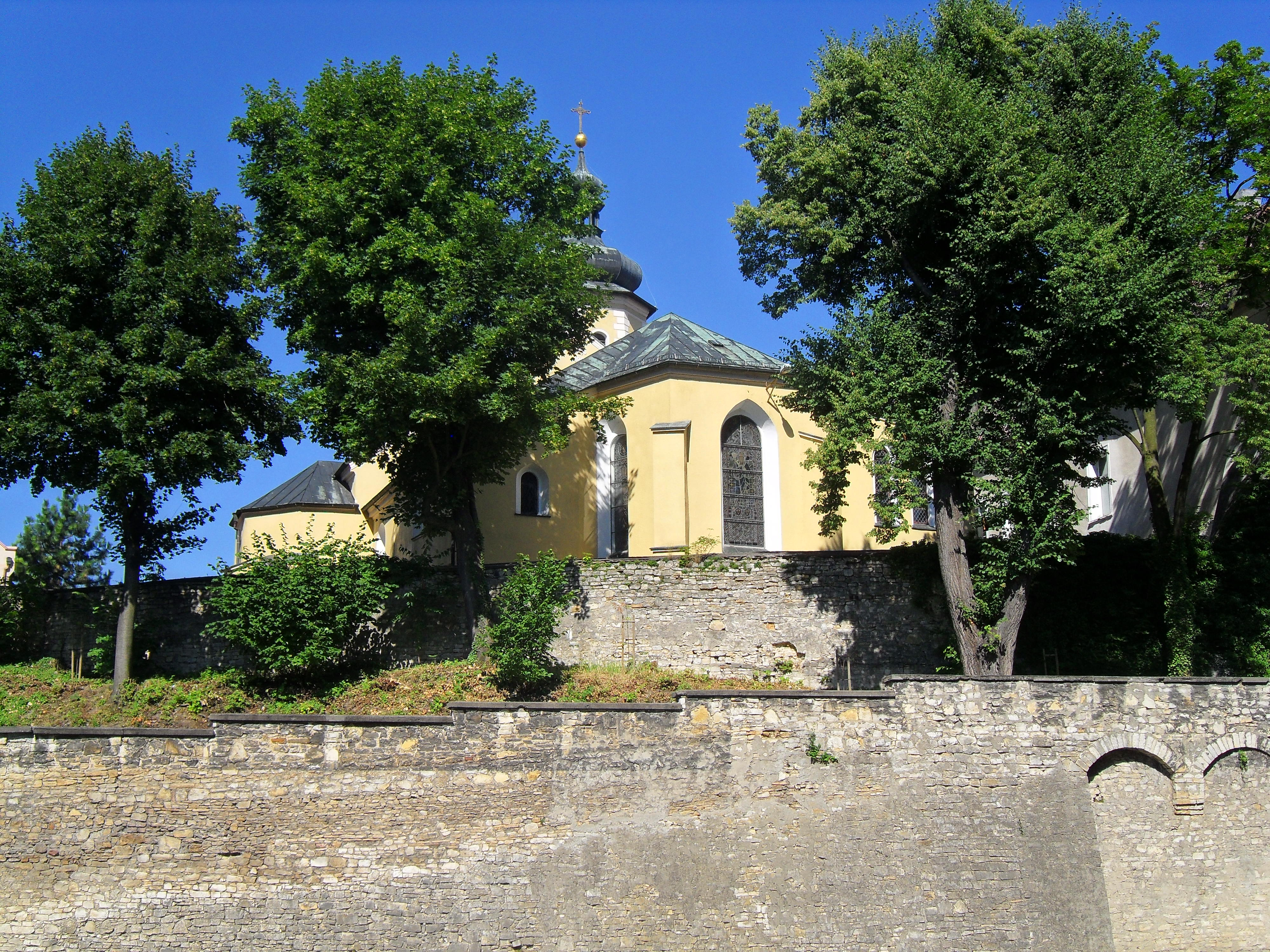
Kościół parafialny
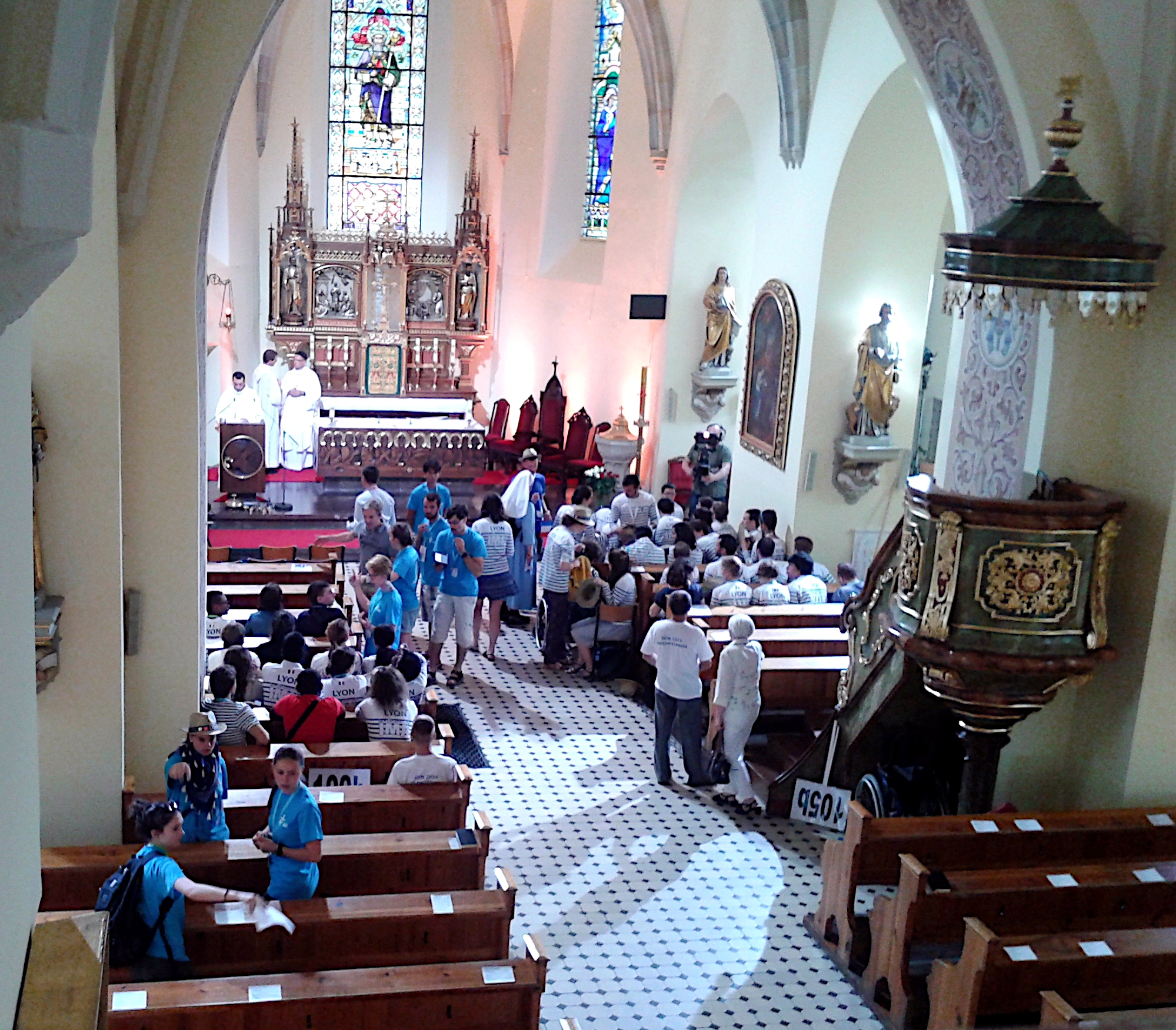
Wnętrze kościoła z grupą Francuzów goszczących w parafii w czasie ŚDM w 2016 r.